# Miłość wśród kwiatów wiśni
Miłość wśród kwiatów wiśni (jap. くちびるためいきさくらいろ Kuchibiru tameiki sakurairo) – antologia mang z gatunku yuri, składająca się z one-shotów autorstwa Milk Morinagi.

## Fabuła
Historia opowiada o życiu dziewcząt uczęszczających do Żeńskiego Liceum Sakurakai oraz o wzlotach i upadkach ich życia miłosnego. Chociaż historie są od siebie niezależne, niektóre dziewczyny pojawiają się również w innych rozdziałach.

## Bohaterowie
- Nana Kobayashi – wesoła licealistka, która zna Hitomi Fujimori od podstawówki i równie długo się z nią przyjaźni. Po ukończeniu gimnazjum Hitomi namawia Nanę, aby ta zdawała egzamin wstępny do liceum Sakurakai ze względu na mundurek w stylu marynarskim, ale Hitomi nie dostała się do tej szkoły. Po ich rozstaniu Nana nadal myśli o swoim związku z Hitomi.
- Hitomi Fujimori – najlepsza przyjaciółka Nany i osoba, która przekonała ją do przystąpienia do egzaminu wstępnego do liceum Sakurakai, jednak Hitomi nie dostała się do tej samej szkoły i zamiast tego uczęszcza do liceum Touhou.
- Natsuka Katō – duch dziewczyny, która wciąż mieszka w liceum, do którego uczęszczała zanim przeniosła się do innej szkoły, a później umarła. Lubi spędzać czas w szkolnym ambulatorium, ponieważ za życia zakochała się w dziewczynie o imieniu Komatsu, która później została szkolną pielęgniarką w liceum, do którego uczęszczała.
- Narumi Abe – członkini kółka teatralnego, która została wybrana do roli księżniczki w szkolnym przedstawieniu. Rolę księcia odgrywa natomiast Tachibana, starsza koleżanka, którą bardzo podziwia i lubi.
- Chisato Suzuki – znajoma Mizuki, którą zna od lat, choć nie zbyt dobrze. W pierwszej klasie liceum, Chisato próbowała pomóc Mizuki, która miała malinkę na szyi, oferując zakrycie jej bandażem, choć Mizuki nie chciała pomocy. Dwa lata później, na trzecim roku, Chisato zaczęła śnić o Mizuki w nocy.
- Chiharu – dziewczyna, która zaprzyjaźniła się z Eri w liceum po tym jak zostały umieszczona w tej samej klasie. Uwielbia jeść słodycze, które robi Eri i jest w niej od dawna zakochana, ale nigdy nie powiedziała jej o tym, ponieważ nie chciała obarczać jej swoimi uczuciami.
- Eri – flecistka i członkini szkolnego zespołu, jednakże po tym jak zraniła się w lewą rękę musiała zrezygnować z gry. Po rozpoczęciu liceum zaczęła robić słodycze.
- Nozaka – członkini klubu literackiego, która pisze krótkie romanse do szkolnego magazynu literackiego.
- Michiru Endō – uczennica, która zaczęła czytać opowiadania Nozaki i z czasem zakochała się w niej. Dołączyła do klubu literackiego, a pewnego dnia wyznała Nozace miłość i poprosiła ją o chodzenie.

## Publikacja serii
Seria jest zbiorem rozdziałów mang typu one-shot autorstwa Milk Morinagi. Pierwsze pięć rozdziałów zostało pierwotnie opublikowane między 28 czerwca 2003 a 17 listopada 2004 w nieistniejącym już magazynie „Yuri Shimai”. Po zaprzestaniu publikacji magazynu, dwa ostatnie rozdziały zostały wydane między 18 lipca a 18 października 2005 w jego następcy – „Comic Yuri Hime”. Rozdziały te zostały później zebrane w jednym tomie tankōbon wydanym 18 stycznia 2006 nakładem wydawnictwa Ichijinsha. Morinaga wznowiła serię w numerze 10/2011 magazynu „Comic High!”, gdzie ukazywała się do numeru 2/2012. Futabasha wydała ponownie całą serię w dwóch tomach 12 kwietnia 2012.
W Polsce prawa do dystrybucji mangi wykupiło Studio JG.

### Pierwsza edycja
| Nr | Data wydania (język japoński) | ISBN (język japoński)  |
| -- | ----------------------------- | ---------------------- |
| 1  | 18 stycznia 2006              | ISBN 978-4-758-07001-0 |

### Druga edycja
| Nr | Język japoński   | Język japoński         | Język polski      | Język polski           |
| Nr | Data wydania     | ISBN                   | Data wydania      | ISBN                   |
| -- | ---------------- | ---------------------- | ----------------- | ---------------------- |
| 1  | 12 kwietnia 2012 | ISBN 978-4-575-84058-2 | 10 listopada 2016 | ISBN 978-83-8001-164-9 |
| 2  | 12 kwietnia 2012 | ISBN 978-4-575-84059-9 | 6 marca 2017      | ISBN 978-83-8001-187-8 |